# Denver Summit FC
Denver Summit FC es un club de fútbol planificado ubicado en Denver, Colorado. El club tiene previsto debutar en la National Women's Soccer League en 2026.

## Historia
En julio de 2023 un grupo de inversión llamado For Denver FC, conformado por el antiguo futbolista Jordan Angeli, el ejecutivo de deportes Tom Dunmore y el ejecutivo de seguros Ben Hubbard, anunció sus planes para ofertar por una franquicia para el área de Denver en una liga de fútbol femenino, ya fuera en la NWSL o en la recién creada USL Super League. Posteriormente se unieron al grupo Robert L. Cohen, CEO del IMA Financial Group y la capitalista de riesgo Nicole Glaros.
El 30 de enero de 2025 se anunció a Denver como la ciudad ganadora de la franquicia número 16 de la NWSL, superando a las ofertas de Cleveland y Cincinnati. Medios de comunicación revelaron que los propietarios del equipo pagaron unos 110 millones de dólares por conseguir la plaza, convirtiéndose en una cifra récord en la liga.
En febrero de 2025 la directiva anunció que el nombre del equipo sería electo por los aficionados entre seis propuestas diferentes: Denver Peak FC, Colorado 14ers FC, Colorado Summit FC, Denver Elevate FC, Denver FC y Denver Gold FC. Finalmente el 22 de julio se anunció Denver Summit FC como la denominación oficial de la franquicia. La directiva modificó ligeramente el nombre elegido por los aficionados, Colorado Summit FC, para destacar sus intenciones de establecerse de manera definitiva en Denver. El equipo también reveló su identidad gráfica y colores, los cuales son verde, blanco, rojo y amarillo, identificados con los atardeceres en las montañas nevadas de la región.
El 6 de mayo de 2025 la esquiadora alpina Mikaela Shiffrin se incorporó como propietaria del equipo. El 3 de junio se dio la entrada del ex mariscal de campo del equipo de fútbol americano local Denver Broncos, Peyton Manning, como un integrante más del grupo de dueños del Summit.
Se trata del primer equipo deportivo femenino profesional en Colorado desde la desaparición de las Colorado Xplosion, que participaban en la American Basketball League, liga desaparecida en 1998.

## Estadio
El Denver Summit FC anunció que durante sus dos primeras temporadas jugará en una instalación temporal en Centennial, Colorado, localidad ubicada a unos 30 kilómetros al sur de Denver. Se planea que este estadio tendrá una capacidad para albergar a 12.000 espectadores, la cual será reducida a 4.000 cuando el equipo abandone el lugar y se convierta en un recinto dedicado a los deportes escolares de la zona.
El equipo planea construir su propio estadio en la zona de Santa Fe Yards, ubicada en el barrio de Baker, perteneciente a Denver. Se prevé que el recinto tenga una capacidad para 14.500 espectadores y que sea finalizado en 2028.
A diferencia de lo sucedido con otros equipos de la NWSL, el Denver Summit FC descartó solicitar el uso del estadio del equipo de fútbol masculino local, Colorado Rapids, el Dick's Sporting Goods Park.